# Reprezentacja Jugosławii w piłce nożnej kobiet
Reprezentacja Jugosławii w piłce nożnej kobiet (mac. Женска репрезентација на Југославија во фудбал, serb.-chor. Ženska reprezentacija Jugoslavije u fudbalu / Женска репрезентација Југославије у фудбалу, słoweń. Ženska reprezentanca Jugoslavije v nogometu) – drużyna, która funkcjonowała w czasie istnienia Jugosławii, w latach 1972–1991.
Reprezentacja została założona w 1972 roku. Pierwsza gra jugosłowiańskiej reprezentacji kobiet odbyła się 28 maja 1972 roku w Zagrzebiu przeciwko włoskiemu zespołowi i zakończyła się wygraną 3:2. Jugosławia do 1992 nigdy nie brała udziału w mistrzostwach Europy, a rozgrywała tylko mecze towarzyskie.
W czerwcu 1991 roku Chorwacja i Słowenia ogłosiły niepodległość, w związku z czym ich obywatele wycofali się z jugosłowiańskiej reprezentacji.
28 maja 1992 był zaplanowany mecz eliminacyjny do Mistrzostw Europy 1993 przeciwko Niemiec. Jednak 27 kwietnia 1992 oficjalnie nastąpił rozpad Jugosławii i została utworzona Federalna Republika Jugosławii. Ze względu na niestabilność polityczną i niepokoje wojenne w Jugosławii, pierwszy mecz został rozegrany w Bułgarii (0:3), a drugi został odwołany. Był to ostatni występ zespołu. 

## Udział w międzynarodowych turniejach
| 1991 | Nie brała udziału | Nie brała udziału |

| 1984 | Nie brała udziału       | Nie brała udziału       |
| 1987 | Nie brała udziału       | Nie brała udziału       |
| 1989 | Nie brała udziału       | Nie brała udziału       |
| 1991 | Nie brała udziału       | Nie brała udziału       |
| 1993 | Nie zakwalifikowała się | Nie zakwalifikowała się |